# Fabian Frei
Pour les articles homonymes, voir Frei.
Fabian Frei est un footballeur suisse né le 8 janvier 1989 à Frauenfeld. Il évolue au poste de milieu de terrain ou d'attaquant au sein du club suisse du FC Winterthour.

## Biographie
Sans lien de parenté avec Alexander Frei, Fabian Frei est le fils de Markus Frei, entraineur du FC Saint-Gall de mars 1987 à septembre 1988, par la suite sélectionneur de l'équipe nationale des moins de 17 ans, champion d'Europe 2002,.

### Carrière en club

#### Débuts professionnels en Suisse (2007-2011)
Très vite repéré par le FC Bâle, Fabian Frei découvre la Super League avec le club rhénan. Comme il n'a pas une place de titulaire dans le pléthorique effectif bâlois, le jeune joueur est prêté au FC Saint-Gall pour grappiller des minutes de jeu et de l'expérience importants pour son jeune âge. Fabian Frei participe à 64 matchs avec le club saint-gallois, marque 13 fois et offre 13 passes décisives pour ses coéquipiers.

#### Révélation au FC Bâle (2011-2015)
Après deux belles saison chez les Brodeurs, il retourne dans son club d'origine. Frei est bien conscient de la concurrence qui règne au sein du FC Bâle : « Je ne sais pas si j’y aurai ma chance. On verra sur le moment, car je suis conscient qu’en football tout peut aller très vite. Et ce dans un sens comme dans l’autre. »
Fabian Frei commence la saison en tant que remplaçant et rentre lors des deux premiers matchs de Super League en cours de jeu à la place de Xherdan Shaqiri et Jacques Zoua. Il débute pour la première fois en tant que titulaire lors de la troisième journée de Super League face au Grasshopper-Club Zurich à la suite de la blessure de Gilles Yapi annoncé indisponible pour 6 mois au minimum.
Titulaire au sein de l'effectif bâlois, Frei marque son premier but de la saison 2011-2012 lors de la 7e journée de championnat se déroulant face au FC Thoune. Alexander Frei tire un coup franc que Fabian Frei reprend de la tête et permet ainsi à son club de l'emporter 2-1. La journée suivante, Frei marque un doublé face au Servette FC. Il marque les deux premières réalisations de son club à la suite de passes de Benjamin Huggel et de Marco Streller.
Frei se montre à nouveau décisif pour son équipe 4 jours plus tard, lors de la 1re journée de la phase de groupe de la ligue des champions face au club d'Otelul Galati. Le jeune Bâlois marque le premier but du FC Bâle à la suite d'un centre de Marco Streller qu'il reprend victorieusement de la tête (score final : 2-1). Il se montre à nouveau dominant lors de la 2e journée de la ligue des champions face à Manchester United en marquant le premier but bâlois et en centrant pour Alexander Frei à l'occasion du 2 à 2 (score final 3-3) . En décembre 2011, le club bâlois réussit l'exploit de se qualifier pour les huitièmes de finale de la ligue des champions tout en éliminant Manchester United lors de la 6e journée des phases de poules. Fabian Frei a donc participé activement à la qualification du club bâlois en 8e de finale de la ligue des champions en marquant des buts importants et en délivrant des passes décisives. Le club suisse est éliminé des huitièmes de la ligue des champions par le Bayern Munich malgré une victoire du club bâlois au match aller (0-1). Le club allemand s'impose sur une nette victoire 7-0.

#### La tentation allemande au FSC Mayence (2015-2018)
Le 23 juin 2015, il s'engage pour quatre ans avec le FSV Mayence pour remplacer Johannes Geis parti à Schalke 04. Il quitte le club en 2018.

#### Retour en Suisse au FC Bâle (2018-2024)
En 2018, il quitte le FSV Mayence et retourne en Suisse au FC Bâle. Il a signé un contrat jusqu'en juin 2022.
En janvier 2022, le FC Bâle annonce qu'il a signé un nouveau contrat qui le lie au club jusqu'en 2024.
Début septembre 2024, le club annonce qu'il quitte le club avec effet immédiat après avoir résilié son contrat et va évolué dorénavent dans un autre club de Super League.

#### Retour dans son club formateur, le FC Winterthour (depuis 2024)
Le 9 septembre 2024, il rejoint le FC Winterthour où il a évolué entre 2000 et 2004, il a signé un contrat jusqu'à la fin de la saison (fin juin 2025) avec une année supplémentaire en option.
En février 2025, il annonce qu'il prendra sa retraite à la fin de la saison 2024-2025,.

### Carrière internationale

#### Avec les espoirs suisses
Grâce à ses excellentes performances sous le maillot saint-gallois, Fabian Frei est sélectionné pour participer à l'Euro espoirs 2011 se déroulant au Danemark. Il est un titulaire indiscutable dans l'équipe de Pierluigi Tami et dispute les 5 matchs qui amèneront l'équipe en finale face à l'Espagne espoir. La Suisse décroche ainsi une place pour les Jeux olympiques de football en 2012.
Fabian Frei marque même un très beau but face à l'Islande espoir dès la 54e seconde de jeu, bien lancé par Xherdan Shaqiri. Lors de ce même match, il délivre une passe décisive pour Innocent Emeghara à l'occasion du deuxième but suisse. Le jeune talent permet également à son équipe de garder ses cages inviolées jusqu'à la finale, en sauvant notamment un tir de l'Islandais Sighthorsson sur la ligne.
Le sélectionneur national de l'équipe de suisse A, Ottmar Hitzfeld convoque 9 joueurs de l'effectif présent au Championnat d'Europe de football espoirs 2011 au début du mois d'août. Malheureusement, Frei ne fait pas partie des sélectionnés mais se montre patient : "Le sélectionneur montre clairement qu’il compte sur les jeunes éléments. Donc, si j’aligne les bonnes performances au FC Bâle, mon heure viendra naturellement."

#### Avec l'équipe de Suisse olympique
Fabian Frei est convoqué par Pierluigi Tami dans la liste des 18 sélectionnés pour participer aux Jeux olympiques de football de 2012. Frei est titularisé lors des 3 rencontres au sein de l'équipe suisse olympique qui n’atteint pas son objectif avoué des quarts de finale et est éliminé au premier tour au profil du Mexique et de la Corée du Sud,.

#### Avec l'équipe nationale A
Hitzfeld appelle pour la première fois Fabian Frei le 29 août 2011 en équipe nationale suisse à la suite du forfait de Pirmin Schwegler afin de disputer un match de qualification à l'Euro 2012 face à la Bulgarie. Le jeune joueur du FC Bâle ne rentre finalement pas en jeu. Frei est reconvoqué avec l'équipe A afin de disputer les matchs suivants face au Pays de Galles et au Monténégro. Ottmar Hitzfeld le titularise sur le flanc gauche face au Pays de Galles. Frei (remplacé à le 71e par Innocent Emeghara) et l'équipe suisse passent à côté de cette rencontre capitale et sont éliminés de l'euro 2012 au profit de l'Angleterre et du Monténégro. Il disputa sa première compétition internationale lors de l'Euro 2016, les suisses iront jusqu'en huitièmes de finales éliminés par la Pologne aux tirs au but. En 2017, il est convoqué en équipe de suisse mais il doit malheureusement quitter le rassemblement pour des raisons familiales,. En septembre 2021, il est rappelé en équipe nationale pour les qualifications pour la coupe du monde de football qui a lieu en décembre 2022 au Qatar,. Le 9 novembre 2022, il est sélectionné par Murat Yakın pour participer à la Coupe du monde 2022.

## Statistiques
| Saison                | Club                  | Championnat           | Championnat | Championnat | Coupe(s) nationale(s) | Coupe(s) nationale(s) | Compétition(s) continentale(s) | Compétition(s) continentale(s) | Compétition(s) continentale(s) | Suisse | Suisse | Total | Total |
| Saison                | Club                  | Division              | M.          | B.          | M.                    | B.                    | Comp.                          | M.                             | B.                             | M.     | B.     | M.    | B.    |
| 2005-2006             | FC Bâle rés.          | 1re ligue             | 2           | 1           | -                     | -                     | -                              | -                              | -                              | -      | -      | 2     | 1     |
| 2006-2007             | FC Bâle rés.          | 1re ligue             | 30          | 11          | -                     | -                     | -                              | -                              | -                              | -      | -      | 30    | 11    |
| Sous-total            | Sous-total            | Sous-total            | 32          | 12          | -                     | -                     | -                              | -                              | -                              | -      | -      | 32    | 12    |
| 2007-2008             | FC Bâle               | Super League          | 24          | 0           | 2                     | 0                     | C3                             | 7                              | 0                              | -      | -      | 33    | 0     |
| 2008-2009             | FC Bâle               | Super League          | 25          | 2           | 4                     | 0                     | C1                             | 1                              | 0                              | -      | -      | 30    | 2     |
| 2009-2010             | FC Saint-Gall (prêt)  | Super League          | 30          | 6           | 5                     | 1                     | -                              | -                              | -                              | -      | -      | 35    | 7     |
| 2010-2011             | FC Saint-Gall (prêt)  | Super League          | 34          | 7           | 3                     | 4                     | -                              | -                              | -                              | -      | -      | 37    | 11    |
| 2011-2012             | FC Bâle               | Super League          | 31          | 4           | 4                     | 2                     | C1                             | 8                              | 3                              | 4      | 0      | 47    | 9     |
| 2012-2013             | FC Bâle               | Super League          | 27          | 4           | 5                     | 2                     | C1 C3                          | 3 13                           | 0 1                            | -      | -      | 48    | 7     |
| 2013-2014             | FC Bâle               | Super League          | 34          | 5           | 6                     | 1                     | C1 C3                          | 6                              | 0                              | -      | -      | 52    | 6     |
| 2014-2015             | FC Bâle               | Super League          | 31          | 1           | 5                     | 1                     | C1                             | 8                              | 1                              | 3      | 1      | 47    | 4     |
| Sous-total            | Sous-total            | Sous-total            | 236         | 29          | 34                    | 11                    | -                              | 52                             | 5                              | 7      | 1      | 329   | 46    |
| 2015-2016             | FSV Mayence           | Bundesliga            | 18          | 0           | 1                     | 1                     | -                              | -                              | -                              | 2      | 0      | 21    | 1     |
| 2016-2017             | FSV Mayence           | Bundesliga            | 24          | 0           | 1                     | 1                     | C3                             | 4                              | 0                              | 1      | 0      | 30    | 1     |
| 2017-2018             | FSV Mayence           | Bundesliga            | 11          | 1           | 3                     | 0                     | -                              | -                              | -                              | 2      | 1      | 16    | 2     |
| Sous-total            | Sous-total            | Sous-total            | 53          | 1           | 5                     | 2                     | -                              | 4                              | 0                              | 5      | 1      | 67    | 4     |
| 2017-2018             | FC Bâle               | Super League          | 16          | 0           | -                     | -                     | C1                             | 2                              | -                              | 2      | 1      | 20    | 1     |
| 2018-2019             | FC Bâle               | Super League          | 33          | 4           | 5                     | 2                     | C1 C3                          | 1 4                            | 0                              | -      | -      | 43    | 6     |
| Sous-total            | Sous-total            | Sous-total            | 49          | 4           | 5                     | 2                     | -                              | 7                              | 0                              | 2      | 1      | 63    | 7     |
| Total sur la carrière | Total sur la carrière | Total sur la carrière | 370         | 46          | 44                    | 15                    | -                              | 63                             | 5                              | 14     | 3      | 491   | 69    |

|    | Date             | Lieu                                          | Adversaire | Score | Résultat | Compétition                      |
| 1. | 18 novembre 2014 | Stade municipal de Wrocław, Wrocław (Pologne) | Pologne    | 2-2   | 2-2      | Match amical                     |
| 2. | 7 octobre 2017   | Parc Saint-Jacques, Bâle (Suisse)             | Hongrie    | 2-0   | 5-2      | Éliminatoire Coupe du Monde 2018 |
| 3. | 27 mars 2018     | Swissporarena, Lucerne (Suisse)               | Panama     | 6-0   | 6-0      | Match amical                     |

## Palmarès

### Titres remportés en sélection nationale
- Suisse Espoirs
  - Championnat d'Europe de football espoirs 2011
    - Finaliste : 2011

### Titres remportés en club
- FC Bâle
  - Coupe de Suisse de football : 
    - Vainqueur (3) : 2008, 2012 et 2019
    - Finaliste : 2013 et 2014

  - Championnat de Suisse de football : 
    - Vainqueur (5) : 2008, 2012, 2013, 2014 et 2015

### Distinctions personnelles
En 2009
- But de l'année de Super League face au FC Aarau avec le FC Bâle[36]

En 2011
- Footballeur du mois de septembre en Super League

En 2013
- Membre de l'équipe type de Super League lors de la SFL Award Night 2013[37].